# Никола Живковић (Хаџи-Неимар)
Никола Живковић (Хаџи-Неимар) (Воден, 1792. - Београд, 1870) био је први архитекта у обновљеној Србији кнеза Милоша Обреновића. Није познато да ли је имао више образовање. Изградио је многе државне зграде по налогу кнеза Милоша. После изгнанства кнеза Милоша 1839. године и Живковић напушта Србију. За време друге владе кнеза Милоша (1858 — 1860), враћа се у Србију и постаје „надзиратељ правителствених грађевина“ у Главној управи грађевина у Београду. На тој функцији остаје до смрти 1870. године.

## Важније зграде које је изградио у Београду
- Конак кнегиње Љубице
- Конак кнеза Милоша у Топчидеру
- Ђумрукана на савском пристаништу (стара царинарница срушена 1944)
- Црква светог Марка на Булевару краља Александра - некадашњем Булевару револуције (срушена 1942, после бомбардовања)
- Велика касарна у улици кнеза Милоша бр. 31 (адаптирана за зграду Народне скупштине 1926)

Прве зграде (конаке) је градио у балканском стилу 18. века, а у каснијем периоду користи мање елементе тада актуелног средњоевропског градитељства.